# .tp
.tp là tên miền quốc gia cấp cao nhất (ccTLD) cũ của Đông Timor. Việc lựa chọn ký tự, đại diện cho chữ Timor Português hay Timor thuộc Bồ Đào Nha là những gì còn lại của tình trạng trước đây của đất nước, thuộc địa của Bồ Đào Nha. Nó lần đầu được Connect Ireland giới thiệu vào năm 1997, một nhà cung cấp dịch vụ Internet ở Dublin, Ireland, khi Đông Timor vẫn nằm dưới quyền cai trị của Indonesia.
Nó vẫn còn sử dụng, mặc dù không phù hợp với tiêu chuẩn ISO 3166-1 với mã hai ký tự cho tên của quốc gia, vì mã dành cho Đông Timor đã từ TP chuyển thành TL do đã độc lập.

## Tranh cãi
Vào năm 1999, trước cuộc trưng cầu dân ý về quyền tự quyết của Đông Timor, các trang web có tên miền '.tp' bị các hacker tấn công với kiểu ủng hộ cho Indonesia, và Connect Ireland đã nhận được những cuộc gọi điện thoại mang tính đe dọa. Tuy nhiên, khi nhà lãnh đạo độc lập José Ramos Horta, giờ là Thủ tướng của Đông Timor, đã tuyên bố sẽ sử dụng hacker để tấn công các trang của Indonesia, Connect Ireland đã có cuộc họp báo chỉ trích việc sử dụng phương pháp hack, hầu như chỉ vì mục đích chính trị.

## Chuyển sang.tl
.tl là ccTLD phù hợp với tiêu chuẩn ISO 3166-1, và Văn phòng Công nghệ Thông tin ở Đông Timor hiện đang hợp tác với Connect Ireland để đảm bảo một cuộc chuyển giao ổn định và an toàn đến ccTLD.tl, với những người đăng ký hiện tại ở tên miền.tp được đảm bảo sẽ có cùng tên miền ở.tl mà không mất phí. Cả "phiên bản".tp và.tl sẽ tiếp tục giải quyết và đăng ký thông tin, dữ liệu whois, và ủy quyền máy chủ tên sẽ giống nhau đối với cả.tp và.tl.
Cho đến gần đây, địa chỉ web duy nhất đúng với.tl là Trung tâm Thông tin Mạng, www.nic.tl, nhưng nay đã có những trang khác như trang của Chính phủ www.timor-leste.gov.tl Lưu trữ ngày 2 tháng 1 năm 2019 tại Wayback Machine và Timor Telecom www.timortelecom.tl.
Vào tháng 10, 2005, không còn chấp nhận đăng ký ở tên miền .tp.

## Thông tin IANA đề nghị
Trong một thời gian dài, theo như trang IANA,.tl bị liệt vào chưa cấp phát, với.tp vẫn còn được dùng cho Đông Timor. (Xanana Gusmão, hiện là nhân vật chính trị có tiếng và từng là tổng thống, vẫn được liệt vào địa chỉ liên lạc.) Khoa Công nghệ Thông tin ở Đông Timor đã gửi một lá thư Lưu trữ ngày 26 tháng 5 năm 2005 tại Wayback Machine yêu cầu đến IANA rằng thông tin này cần được cập nhật. Vào ngày 30 tháng 9 năm 2005, đã được cập nhật và.tl được liệt vào tên miền cấp cao nhất đang hoạt động.